# Батурина, Екатерина Сергеевна (саночница)
Екатерина Сергеевна Батурина (род. 28 июля 1992 года в Красноярске) — российская саночница, выступающая за сборную России с 2006 года. Участница Олимпийских игр 2014 и 2018 годов. Мастер спорта международного класса.
Тренер — Иванов К. Б.
В санный спорт пришла из легкой атлетики. В сборной дебютировала в 2008 году. Стаж в санном спорте — 8 лет.

## Лучшие результаты
В сезоне 2010/2011 лучшая молодая саночница планеты, одержав победу в общем зачёте юниорского Кубка мира. Два первых места на юниорских этапах Кубка мира, общий зачёт юниорского Кубка мира — 1-е место, 2-е место в командной гонке первенство мира, 2-е место в командной гонке на первенстве Европы. 11-е место в одиночках на Олимпийских играх 2014 года.
На Олимпийских играх 2018 года заняла 15-е место в одиночках, являясь единственным представителем команды ОСР. В эстафете показала только 6-й результат среди 13 команд, что не позволило в итоге сборной ОСР побороться за награды, даже несмотря на то, что Роман Репилов показал лучший результат среди всех мужчин.
В спортивном сезоне 2014—2015 входила в число призёров на Кубках наций различных этапов Кубка мира по санному спорту. На 6-м этапе Кубка мира в Винтерберге (Германия) в командной эстафете стала обладательницей бронзовой медали. В Сигулде в рамках чемпионата мира по санному спорту среди спортсменов до 23 лет стала бронзовым призёром.
Серебряный призёр чемпионата России по санному спорту 2015 года в индивидуальной дисциплине, бронзовый призёр соревнований в составе команды Красноярского края.
Чемпионка России 2016 в составе команды Красноярского края, бронзовый призёр в индивидуальной дисциплине.
В сезоне 2016—2017 серебро на этапе в американском Лейк Плэсиде в командной эстафете. На чемпионате России 2017 в индивидуальной дисциплине — серебро. Серебро в эстафетной гонке чемпионата России в составе команды Красноярского края.
В сезоне 2017—2018 Екатерина стала бронзовым призёром в командной эстафете, в австрийском Иглсе.
В завершение сезона стала двукратной чемпионкой России в индивидуальной дисциплине и командной эстафете (команда Красноярского края).
В сезоне 2018/2019 вице-чемпионка России 2019 в индивидуальной дисциплине, победительница чемпионата России в команде, представляя Красноярский край.